# Гриньки (Кременчугский район)
Гриньки (укр. Гриньки) — село,
Гриньковский сельский совет, Кременчугский район, Полтавская область, Украина.
Код КОАТУУ — 5320681701. Население по переписи 2001 года составляло 760 человек.
Является административным центром Гриньковского сельского совета, в который, кроме того, входит село Тимошовка.
Село указано на подробной карте Российской Империи и близлежащих заграничных владений 1816 года как Гринки.

## Географическое положение
Село Гриньки находится на берегу реки Кривая Руда, выше по течению примыкает село Горбы, ниже по течению на расстоянии в 3 км расположено село Кривая Руда.
Река местами пересыхает, на ней сделано несколько больших запруд, одна из которых называется озеро Кривая Руда.

## Экономика
- Птице-товарная ферма
- ООО АФ «Гриньки»

## Объекты социальной сферы
- Школа
- Детский сад

## Достопримечательности
- Памятник Лысенко Н. В.

## Известные люди
- Лысенко Николай Витальевич (1842—1912) — украинский композитор, пианист, дирижёр, педагог, собиратель песенного фольклора и общественный деятель, родился в селе Гриньки.